# عقوبة الإعدام في الشرق الأوسط
عقوبة الإعدام هي عقوبة غير قانونية في معظم بلدان الشرق الأوسط. لكن هناك الكثير من الدوافع من أجل الإبقاء على عقوبة الإعدام مثل الدوافع الدينية، كما أن القرآن يسمح بتنفيذ هذه العقوبة في جرائم مختلفة.

## الإلغاء

### إسرائيل
جميع عقوبات الإعدام تقريبا أُلغيت بموجب التشريعات في عام 1954 باستثناء الجرائم الخطيرة التي ارتكبت خلال الحرب، آخر تنفيذ لهذه العقوبة في إسرائيل كان إعدام أدولف آيخمان الذي أدين لدوره الكبير في المحرقة، في عام 1962.
تم سن قرار يمنع عقوبة الإعدام في جميع الجرائم كيف ما كان نوعها، لكن الفئة اليهودية المتدينة رفضت هذا القرار مطالبة القانون والسلطات الحاخامية بإعادة نقاش هذا القرار.

### تركيا
تم إلغاء عقوبة الإعدام في تركيا تماما بحلول عام 2004 وذلك على جميع أنواع الجرائم.[بحاجة لمصدر]

## محاولات فاشلة

### لبنان
في عام 2008 في لبنان، قام وزير العدل إبراهيم نجار بنقل مشروع إلغاء عقوبة الإعدام إلى البرلمان من أجل مناقشتها، والتي من شأنها أن تلغي عقوبة الإعدام. لكن القانون فشل في تمرير هذا المشروع، وبالرغم من استمرار الدعوة إلى إلغاء هذه العقوبة إلا أنه لم يتم مراجعة أو إعادة فتح المشروع مجددا.

### الجزائر
ذكر فاروق قسنطيني رئيس اللجنة الاستشارية الوطنية الجزائرية لتعزيز وحماية حقوق الإنسان (CNCPPDH) في 2010 أنه من الواجب الدعوة إلى إلغاء عقوبة الإعدام، وقد أثار هذا معارضة شديدة من الجماعات الإسلامية في الجزائر.

## وصلات خارجية
- عقوبة الإعدام في الشرق الأوسط وشمال أفريقيا في عام 2009 - من قبل منظمة العفو الدولية